# Parnamirim (Recife)
Parnamirim é um bairro nobre da cidade do Recife, em Pernambuco, no Brasil.
Localiza-se na RPA-3, zona norte do Recife. Faz limites com os bairros Casa Amarela, Poço da Panela, Casa Forte, Santana, Torre, Jaqueira e Tamarineira.
Teve origem numa área cortada pelo Riacho Parnamirim, daí o nome do bairro. Conforme dados do Censo Instituto Brasileiro de Geografia e Estatística, em 2000, a população do Parnamirim tinha uma renda média mensal de 3 666,44, a quarta maior da cidade.
Em junho de 2016, foi erguido na Praça de Parnamirim, um busto em homenagem ao Padre Antônio Henrique Pereira da Silva Neto, assassinado pelo Comando de Caça aos Comunistas no dia 27 de maio de 1969 .

## Etimologia
O topônimo "Parnamirim" é de origem tupi e significa "mar pequeno", através da junção dos termos paranã ("mar") e mirim ("pequeno").

## Estatísticas
- População: 7 636 habitantes
- Área: 61,0 hectares
- Densidade: 88,87 habitantes por hectare